# Vavd
Vavd is een plaats in de gemeente Tierp in het landschap Uppland en de provincie Uppsala län in Zweden. De plaats heeft 54 inwoners (2005) en een oppervlakte van 28 hectare. De plaats ligt op het schiereiland Hållnäs.